# لويشام (محطة مترو أنفاق لندن)

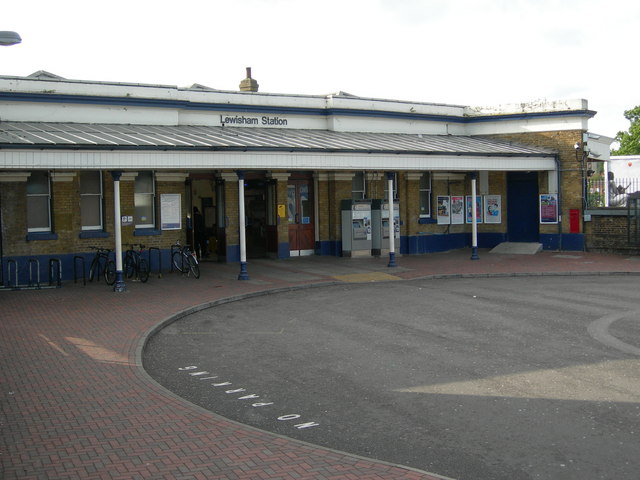
مدخل محطة لويشام

لويشام (بالإنجليزية: Lewisham)‏ هي إحدى محطات مترو أنفاق لندن. تقع على خط قطار دوكلاندز الخفيف (فرع لويشام) أفتتحت في المنطقة (Zone) رقم 2 و3 أفتتحت في 1857، 11 نوفمبر 1999.